# 高东海上救助机场
高东海上救助机场，是一座直升机机场，位于中国上海市浦东新区高东镇附近，占地205亩，跑道长250米，宽30米，供交通部救助打捞局东海第一救助飞行队使用，提供80海里范围的救助活动。机场于2000年6月动工，2002年8月20日投入使用。

## 空中交通服务通信设施通信频率
塔台管制：130.7 MHz（备用：129.7 MHz）
呼号：高东